# Parafia św. Brata Alberta w Jastrzębiu-Zdroju
Parafia pw. św. Brata Alberta w Jastrzębiu-Zdroju – rzymskokatolicka parafia w dekanacie jastrzębskim górnym.

## Historia
Do późnych lat 90., wierni Kościoła rzymskokatolickiego zamieszkujący osiedle Gwarków, podlegali parafii NMP Matki Kościoła znajdującej się na sąsiednim osiedlu.
Po peregrynacji Obrazu Jasnogórskiego w mieście Jastrzębiu-Zdroju postanowiono wybudować dwa kościoły z ośrodkami charytatywnymi jako wotum wdzięczności.
W pomoc przy budowie domów charytatywnych włączyły się również władze miasta, które przekazały kościołowi teren pod budowę.
1 czerwca 1998 roku erygowano parafię tymczasową pw. Świętego Brata Alberta Chmielowskiego w Jastrzębiu-Zdroju. Administratorem i budowniczym nowego ośrodka parafialnego został ks. Andrzej Szostek.
15 czerwca 1999 roku, ks. bp Damian Zimoń wmurował kamień węgielny, poświęcony wcześniej przez papieża Jana Pawła II w Gliwicach, a podczas pierwszej wizytacji kanonicznej w październiku 2001 roku poświęcił probostwo.
Rozpoczęto wznoszenie murów kościoła, pośród których od samego początku sprawowano Eucharystię – pierwsza Msza odbyła się w maju 1998.
Projekt kompleksu kościół - dom charytatywny - probostwo oraz projekt wystroju kościoła wykonał architekt Ryszard Kopiec z Katowic.
W trakcie prac stworzono ekipę parafian, która w ciągu 2 lat systemem gospodarczym wykonała całe probostwo i dom charytatywny pod nadzorem Stanisława Tatarczyka. Kierownikiem budowy był Ryszard Rakoczy. Dach kościoła wykonali górale z Zakopanego, a prace wykończeniowe wykonano we własnym zakresie.
Witraże - Tajemnice Różańca, św. brat Albert, Miłosierdzie Boże i Cnoty Boskie - wykonała firma z Rybnika.
Od września 2001 roku w parafii rozpoczęto działalność charytatywną, między innymi dożywiając dzieci z rodzin potrzebujących.
Uroczystość poświęcenia kościoła miała miejsce 16 czerwca 2004 roku. Konsekracji świątyni dokonał ks. arcybiskup Damian Zimoń przy udziale duchowieństwa dekanatu i kapłanów parafii patronackich, prezydentów miasta Jastrzębia-Zdroju i licznie zgromadzonych wiernych. W tym też dniu dekretem Arcybiskupa parafia pw. św. Brata Alberta Chmielowskiego została erygowana.